# Perthia branchialis
Perthia branchialis is een vlokreeftensoort uit de familie van de Perthiidae. De wetenschappelijke naam van de soort is voor het eerst geldig gepubliceerd in 1924 door Nicholls.